# Skole
Skole (ukrainisch und russisch Сколе) ist eine ukrainische Stadt mit etwa 6.135 Einwohnern. Sie liegt am Ufer des Opir in der Oblast Lwiw und befindet sich südwestlich der Bezirkshauptstadt Lwiw am nördlichen Fuße der Karpaten.

## Geschichte
1397 wurde der Ort zum ersten Mal schriftlich erwähnt. Durch seine Lage an einer wichtigen Handelsroute zwischen Kiew/Russland und Ungarn wurde es durch viele unterschiedliche Nationen geprägt. Nachdem es unter der seit dem Ende des 14. Jahrhunderts bestehenden polnischen Herrschaft in der Hand des polnischen Adels stand, wurden auch deutsche Handwerker ins Land geholt die die Wirtschaft aufblühen ließen.
Für die wirtschaftliche Entwicklung der Stadt wurde in der zweiten Hälfte des 19. Jahrhunderts die Industriellenfamilie Grödel, später geadelte Baron Grödel von Gyulafalva und Bogdan.
1887 bekam der Ort einen Eisenbahnanschluss nach dem Weiterbau der bereits 1871 projektierten Bahnlinie von Lemberg nach Munkács über Stryj, 1880 wohnten hier 2047 Einwohner (zumeist Polen, Ruthenen und Deutsche). Am 30. März 1888 brannten große Teile des Ortes (100 Häuser von insgesamt 300) nieder.
1913 hatte der Ort schon 8700 Einwohner, von denen 3200 Juden, 2700 Polen, 2500 Ruthenen und 400 Deutsche waren.
Zwischen 1854 und 1867 war der Ort Sitz einer Bezirkshauptmannschaft, danach bis 1911 der Sitz eines Bezirksgerichts des Bezirks Stryj.
Von 1911 bis 1918 war der Ort erneut Sitz der Bezirkshauptmannschaft Skole, nach dem Ende des Österreich-Ungarns 1918 fiel der vorher in Galizien liegende Ort an Polen und lag hier ab 1921 in der Woiwodschaft Stanislau. Seit 1939/1945 ist sie dann ein Teil der Ukraine.

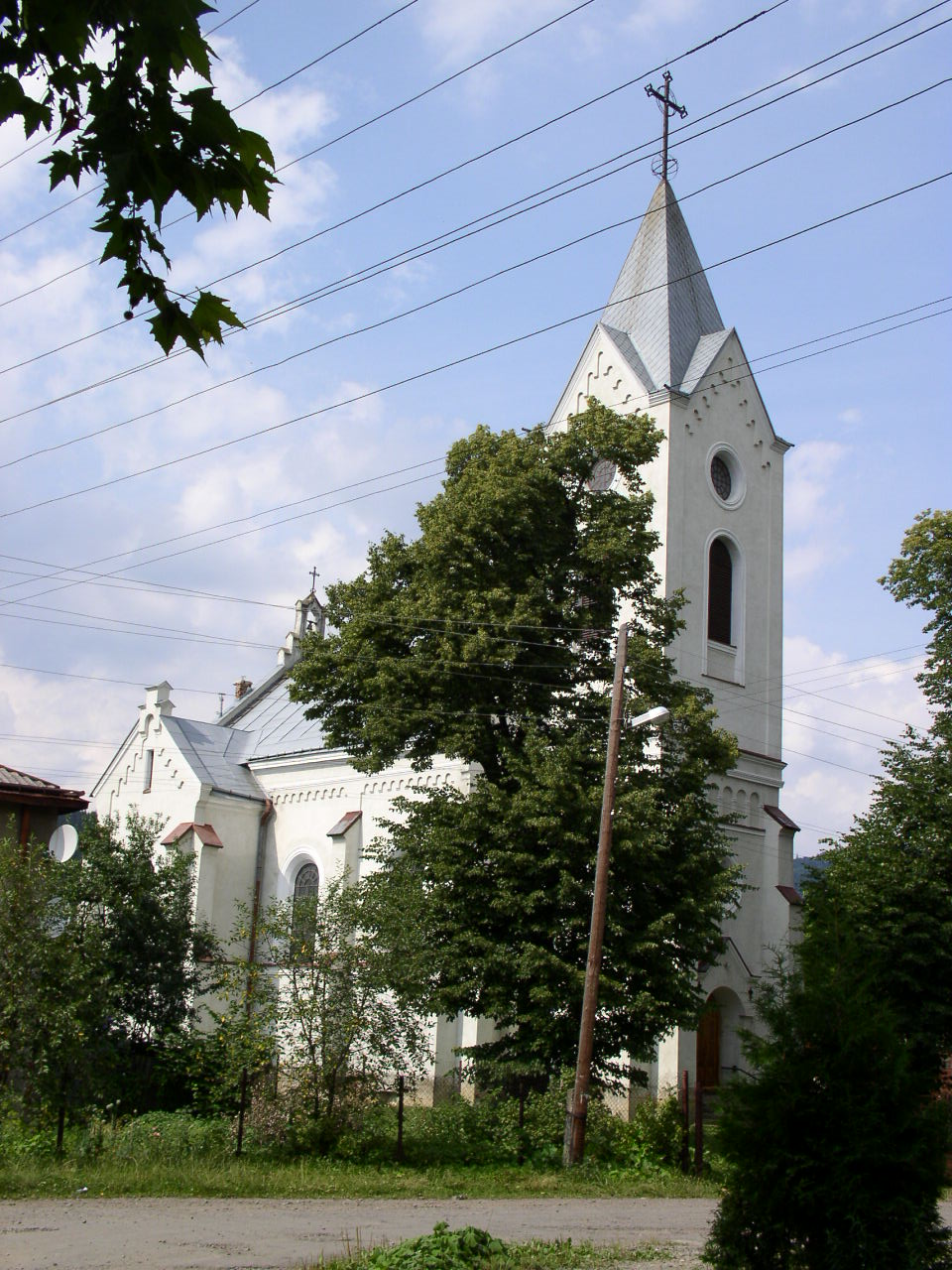
Kirche im Ort
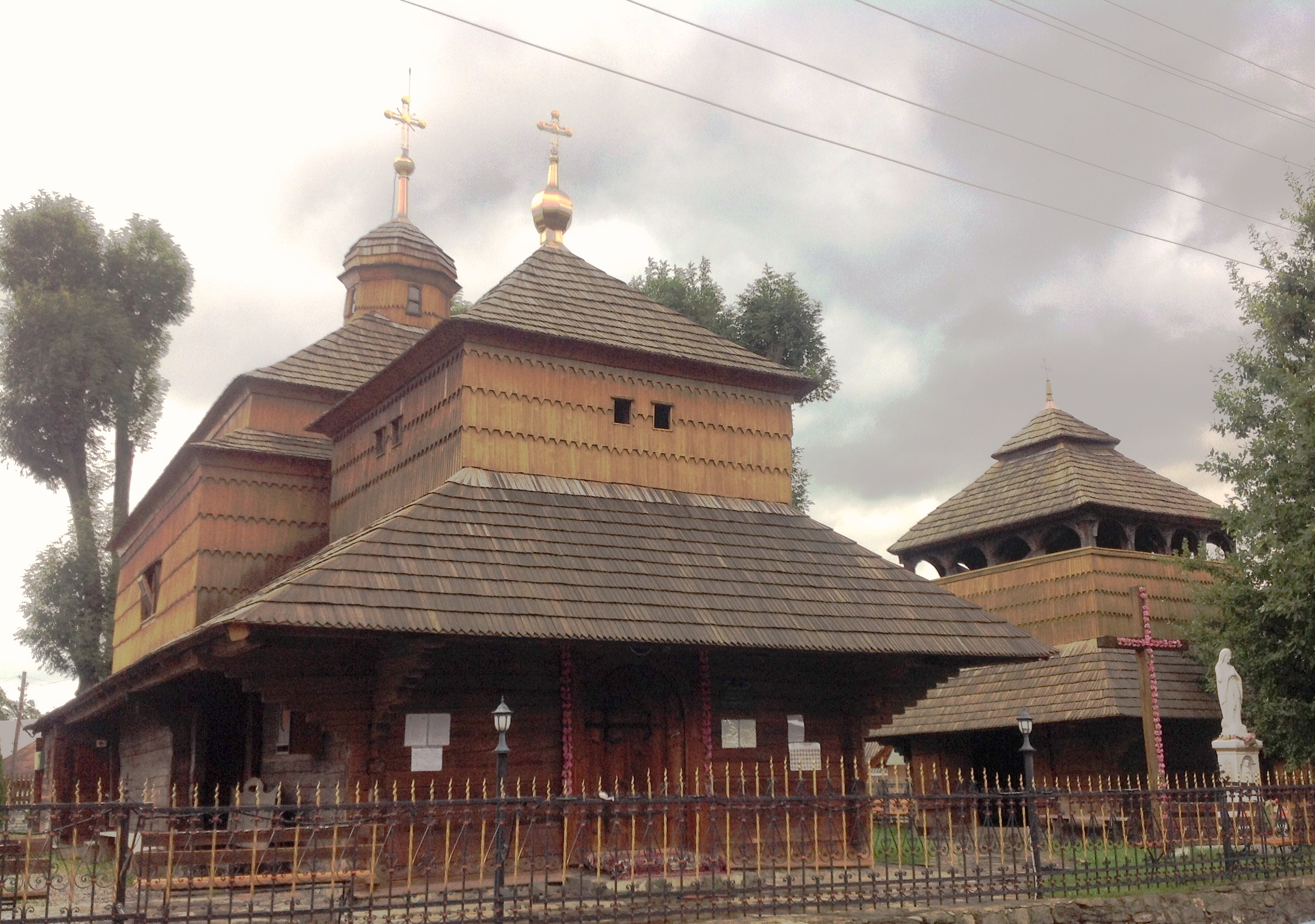
Kirche und der Glockenturm der Kirche St. Paraskeva
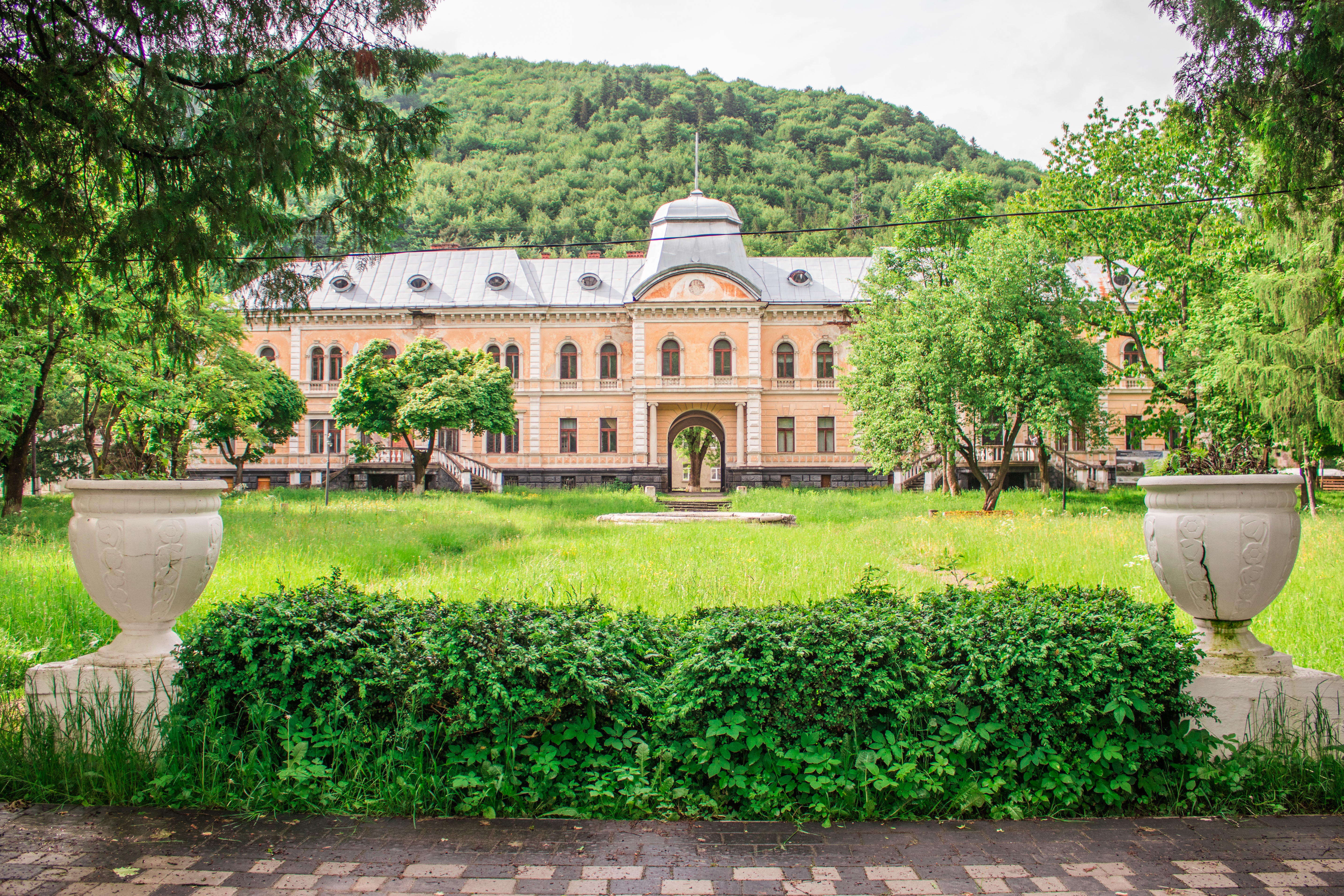
Der Grödel-Palast, eines von verschiedenen Gebäuden, die auf Grödel zurückgehen
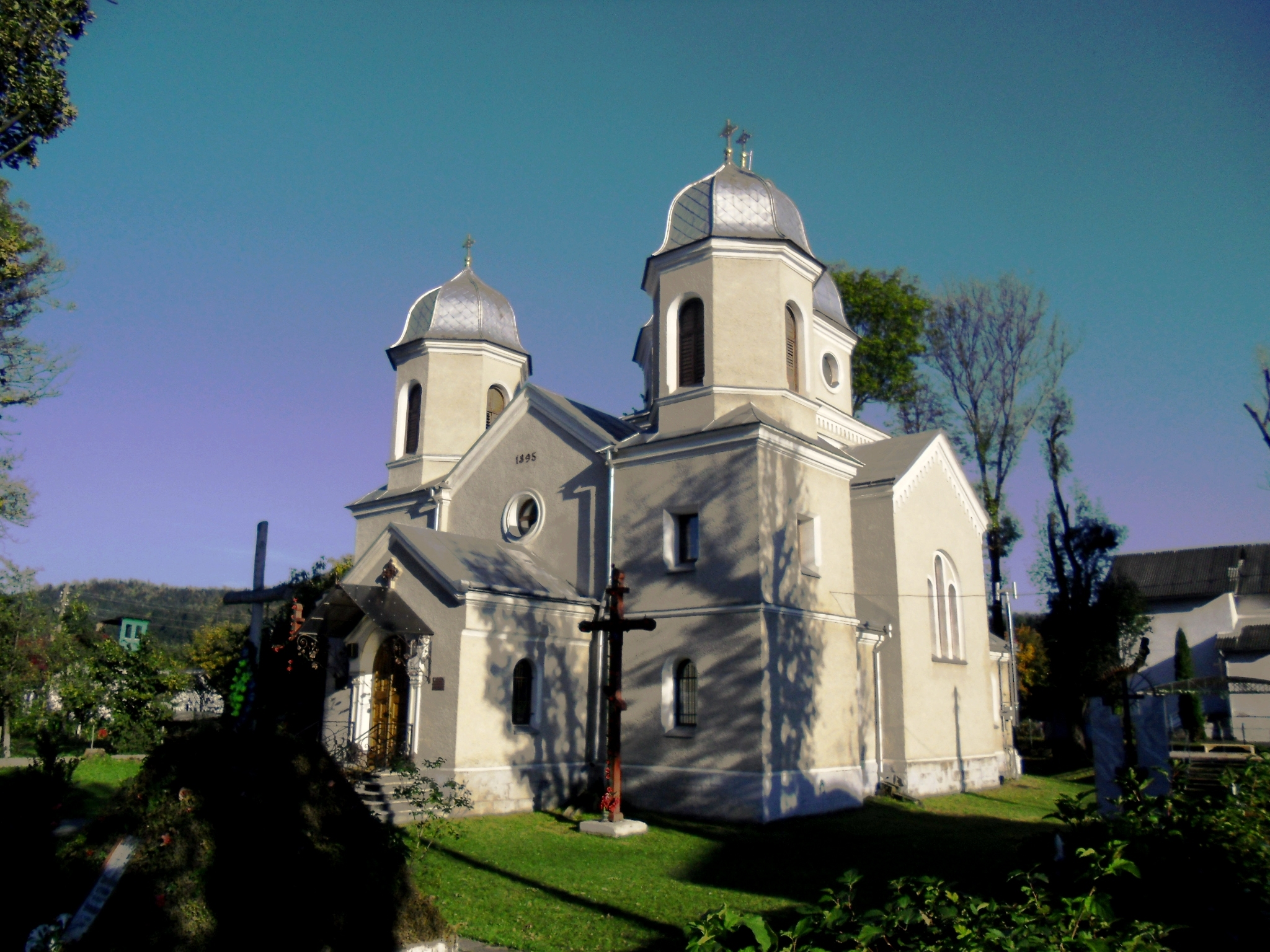
Geburtskirche Heilige Jungfrau Maria

## Verwaltungsgliederung
Am 12. Juni 2020 wurde die Stadt zum Zentrum der neu gegründeten Stadtgemeinde Skole (Жидачівська міська громада/Schydatschiwska miska hromada) im Rajon Stryj. Zu dieser zählen auch die Siedlung städtischen Typs Werchnje Synjowydne sowie die 15 in der untenstehenden Tabelle aufgelistetenen Dörfer; bis dahin war sie Teil der Stadtratsgemeinde Skole als Teil des Rajons Skole.
Folgende Orte sind neben dem Hauptort Skole Teil der Gemeinde:
| Name                     | Name              | Name                                       | Name             |
| ukrainisch transkribiert | ukrainisch        | russisch                                   | polnisch         |
| ------------------------ | ----------------- | ------------------------------------------ | ---------------- |
| Dubyna                   | Дубина            | Дубина (Dubina)                            | Dębina           |
| Hrebeniw                 | Гребенів          | Гребенов (Grebenow)                        | Hrebenów         |
| Jamelnyzja               | Ямельниця         | Ямельница (Jamelniza)                      | Jamielnica       |
| Kamjanka                 | Кам'янка          | Каменка (Kamenka)                          | Kamionka         |
| Korostiw                 | Коростів          | Коростов (Korostow)                        | Korostów         |
| Kortschyn                | Корчин            | Корчин (Kortschin)                         | Korczyn          |
| Kruschelnyzja            | Крушельниця       | Крушельница (Kruschelniza)                 | Kruszelnica      |
| Meschybrody              | Межиброди         | Межиброды (Meschibrody)                    | Międzybrody      |
| Nyschnje Synjowydne      | Нижнє Синьовидне  | Нижнее Синевидное (Nischneje Sinewidnoje)  | Synowódzko Niżne |
| Pidhorodzi               | Підгородці        | Подгородцы (Podgorodzy)                    | Podhorodce       |
| Pobuk                    | Побук             | Побук                                      | Pobuk            |
| Sopit                    | Сопіт             | Сопот (Sopot)                              | Sopot            |
| Truchaniw                | Труханів          | Труханов (Truchanow)                       | Truchanów        |
| Tyschiwnyzja             | Тишівниця         | Тышивница (Tyschiwniza)                    | Tyszownica       |
| Urytsch                  | Урич              | Урыч                                       | Urycz            |
| Werchnje Synjowydne      | Верхнє Синьовидне | Верхнее Синевидное (Werchneje Sinewidnoje) | Synowódzko Wyżne |

## Söhne und Töchter der Stadt
- Stanisław Głąbiński (1862–1941), polnischer Nationalökonom und Politiker
- Israel Ber Neumann (1887–1961), deutsch-US-amerikanischer Kunsthändler und Verleger
- Natalija Obmotschajewa (* 1989), russische Volleyballspielerin